# هرامه (روستا)
 هرامه  روستای است در ناحیهٔ (بنی مطر)، در عزلهٔ (الیمانیة العلیا)، از توابع استان صَعده در کشور یمن در شبه جزیره عربستان است. 
جمعیت آن ۲۴۹ نفر (۱۵ خانوار) می‌باشد.